# Mocsáríz
A mocsáríz a halhús kellemetlen szaga és mellékíze, melyet a geozmin okoz. Főként a nem megfelelően karbantartott halastavakban cianobaktériumok állítják elő. Élő halak kellemetlen utóízt kapnak szennyezett vízben, és bár a fertőzés látszólag nem befolyásolja a halak egészségét, de a vásárlóközönséget elriasztja a halfogyasztástól.

## A geozmin
A tavak iszapfelületén bizonyos gombafajok (pl. Streptomyces) élnek, s ezek folyamatosan leadják a vízbe anyagcsere-termékeiket, amelyeket geozminnak neveznek. Ezt az anyagot már mesterségesen is sikerült előállítani. A jellegzetes ízű geozmin a halakba is beépülhet, s ha 1–1 kg halhús 8–15 mikrogramm mennyiségben tartalmaz, akkor már mocsáríz észlelhető.

## A mocsáríz megszüntetése
- Kóstolópróbákkal megállapították, hogy amennyiben a kellemetlen mellékízű halakat 14 napig tiszta vízben tartják, maradéktalanul elvesztik mocsár vagy kátrányízüket.
- Többen az alapléhez  mustár hozzáadását ajánlják.[forrás?]